# 錫布魯克 (新澤西州)
錫布魯克（英語：Seabrook）是位於美國新澤西州坎伯蘭縣的非建制地區。

## 地理
錫布魯克所處的海拔為高於海平面33米（即108英呎），而該地所採用的時區為UTC-5，即北美东部时区（EST）。同時該地設有夏令時間，為UTC-5調快一小時，即UTC-4（EDT）。